# Rosabrun nopping
Rosabrun nopping (Entoloma catalaunicum) är en svampart som först beskrevs av Rolf Singer, och fick sitt nu gällande namn av Machiel Evert ("Chiel") Noordeloos 1982. Rosabrun nopping ingår i släktet Entoloma och familjen Entolomataceae.  Arten är reproducerande i Sverige. Inga underarter finns listade i Catalogue of Life.